# Луга (Сенегал)
Луга́ (фр. Louga, волоф. Luga) — місто на північному заході Сенегалу; адміністративний центр області Луга.

## Географія
Розташоване за 203 км на північний схід від столиці країни, міста Дакар, на висоті 45 м над рівнем моря . Станція на залізниці Дакар - Кулікоро.

## Населення
За даними на 2013 рік чисельність населення міста становила 91 539 осіб. Основні етнічні групи - волоф, фульбе, тукулер та маври.
 Динаміка чисельності населення міста за роками: 
| 1988   | 1 997  | 2001   | 2002   | 2013   |
| ------ | ------ | ------ | ------ | ------ |
| 52 057 | 59 545 | 86 663 | 73 662 | 91 539 |

## Міста-побратими
- Мійо, Франція (1962)